# 监听音箱
监听音箱，又稱監聽喇叭，是专门为那些视音频的准确重现为关键的音频制作应用领域而设计的音箱，如录音棚、电影制片、电视工作室和广播工作室。

## 另見
- 監聽耳機